# Портрет Эразма Роттердамского
«Портрет Эразма Роттердамского» — ряд портретов работы Ганса Гольбейна Младшего. Также было создано несколько копий портретов. Трудно отделить оригинальную работу Гольбейна от работ его мастерской и других копировщиков. Сохранилось, возможно, пять практически оригинальных версий, а также несколько рисунков, сделанных в качестве этюдов.
Портреты Гольбейна сыграли важную роль в распространении репутации художника по всей Европе, поскольку они и их копии были широко распространены. Когда Гольбейн переехал в Англию, у него было рекомендательное письмо от Эразма к Томасу Мору, в доме которого он первоначально жил.

## История
Эразм Роттердамский (1466/69-1536) был известным учёным-гуманистом и теологом. В 1521 году он переехал в Базель, город, где жил и работал Ганс Гольбейн Младший. Слава Эразма, переписывавшегося с учёными по всей Европе, была столь велика, что ему понадобилось множество портретов для отправки за границу своим покровителям; хотя он не был поклонником живописи, он понимал силу образа. В 1517 году Квентин Массейс изобразил заметно помолодевшего Эразма и использовал другой профильный портрет для медали в 1519 году. Альбрехт Дюрер написал портрет в виде гравюры в 1526 году. Но именно картины Гольбейна копировались множество раз. О своей работе Эразм писал в 1524 году: «Недавно я снова отправил во Францию два портрета Эразма, написанные очень искусным художником. Художник перевез мой портрет во Францию».

## Версии

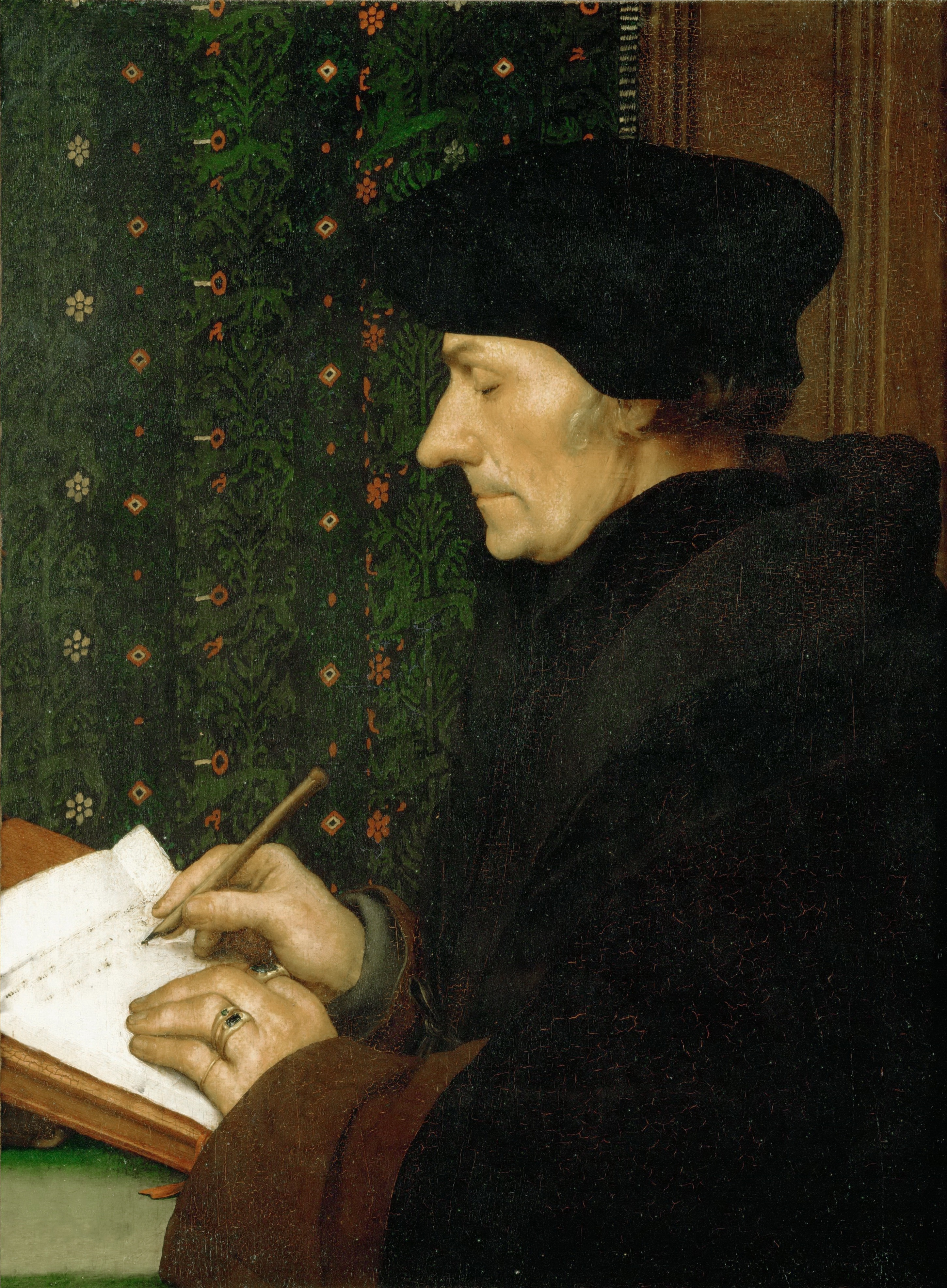
Портрет из Лувра

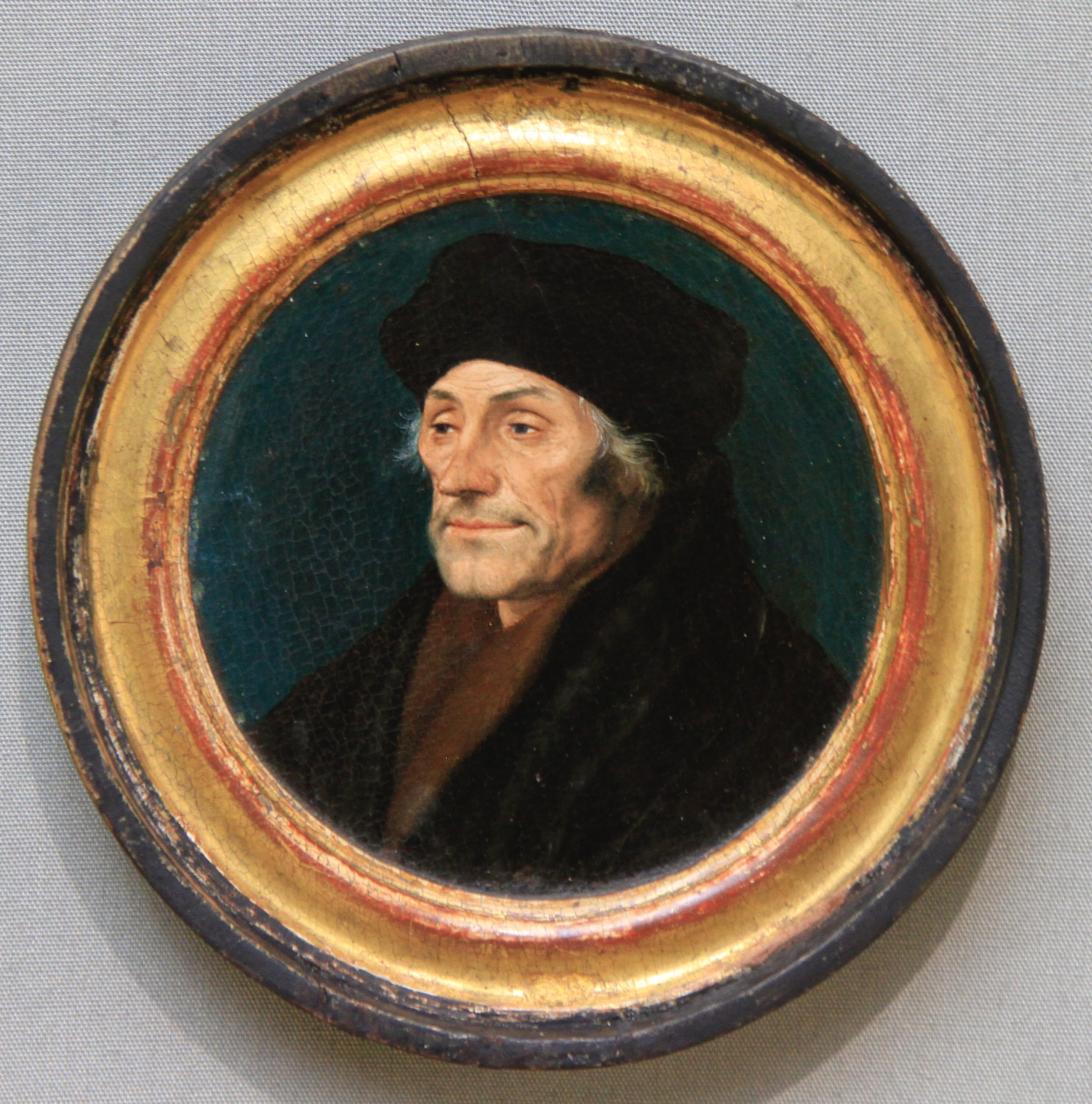
Портрет в формате тондо из Базеля

Существует три основных типа портрета: вид в три четверти, вероятно, 1523 года, наиболее известный по версии из Лондонской национальной галереи; вид в профиль, также 1523 года, из коллекции Лувра, и более ранний вид в три четверти, возможно, ок. 1530 года, который, вероятно, лучше всего представлен миниатюрным портретом в формате тондо 10 см в поперечнике из Базеля.
Все портреты были выполнены во многих вариантах, причём некоторые из них, вероятно, хотя бы частично написаны самим Гольбейном или под его руководством. Поза и лицо, как правило, остаются неизменными, но одежда и фон варьируются. По-видимому, Гольбейн имел обыкновение делать очень тщательный рисунок своих объектов (хотя полных рисунков ни одного из этих портретов не сохранилось), а затем создавать живописный портрет без присутствия натурщика. В Лувре хранятся рисунки, сделанные в качестве этюдов для рук, как для версии портрета из Лувра, так и для лондонской.
Существует также небольшое эмблематическое изображение идеализированного Эразма в образе римского божества Термина (его личная эмблема) 1532 года, которое сейчас хранится в Кливлендском музее искусств.

### Лондонская версия
Версия, также известная как Portrait of Desiderius Erasmus of Rotterdam with Renaissance Pilaster, — картина 1523 года, написанная маслом и темперой на деревянной панели, хранящаяся в Лондонской национальной галереи (в долгосрочной аренде у графа Раднора). Историк Дэвид Старки пишет: «Пожалуй, это самый важный портрет в Англии. С него, собственно, и начинается портретная живопись».
В 1523 году Гольбейн написал три портрета Эразма, с которых было сделано большое количество копий, из которых этот — самый большой и тщательно проработанный. Вероятно, именно этот портрет был отправлен Уильяму Уорхэму, архиепископу Кентерберийскому, в Англию. Гольбейн позже написал портрет Уорхэма, после того как в 1526 году отправился в Англию в поисках работы по рекомендации Эразма, который сам когда-то жил в Англии. Ранее картина находилась в замке Лонгфорд в Уилтшире, резиденции графа Рэднора.
Эразм изображён опирающимся на книгу с греческими и латинскими словами, которые переводятся как «Нелёгкие труды Эразма Роттердамского». По словам искусствоведа Стефани Бак, этот портрет представляет собой «идеализированное изображение чувствительного, высококультурного учёного, и именно таким Эразм хотел, чтобы его запомнили будущие поколения».
Портрет Эразма, выполненный Гольбейном, включает латинское двустишие, предположительно написанное самим учёным, на краю прислонённой книги на полке: «Я Иоганн Гольбейн, которого легче очернить, чем подражать ему». Гольбейн также поставил на полку пустую винную флягу.